# معضمية الشام

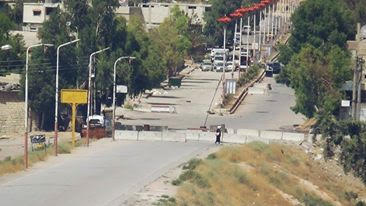

مدينة معضمية الشام أو كما تُعرف اختصاراً المعضمية هي مدينة سورية منفصلة عن مدينة داريا التي تبعت إداريا لمنطقة داريا التابعة بدورها لمحافظة ريف دمشق. تقع غرب مدينة دمشق بعدة كيلومترات، وهي قريبة من مدينة داريا وحي المزة الدمشقي. وترتفع 720 م عن سطح البحر وهي مركز ناحية وواحدة من أقرب المدن إلى العاصمة دمشق، وإحدى أهم مدن الغوطة الغربية.
تشتهر معضمية الشام بالعلم والتعليم المتبادل بين سكانها سواء القاطنين أو الأصلين بنسبة كبيرة من طلابها في الجامعات والكليات الحكومية في سورية.

## التسمية
ترجع تسمية المعضمية نسبة إلى الملك المعظم عيسى بن أيوب، ابن أخ الناصر صلاح الدين الأيوبي، الذي اتخذ المنطقة مقراً لإقامته، والذي توفي ودفن في المنطقة القريبة من موقع هذه البلدة حالياً. وسُمِّيت بالمعضمية تحريفاً عن "المعظمية"، حيث كانت الكلمة بالأصل بحرف الظاء وليس الضاد.

## التاريخ
اشتهرت معضمية الشام تاريخياً بعدة زراعات كبرى، أشهرها وأكثرها أهمية زراعة الزيتون، وقد اشتهرت في وقت سابق بزراعة الحبوب واليانسون الذي كان يزرع على مساحات شاسعة جعلت من معضمية الشام أكبر قرية في سوريا من حيث المساحة، ولكن قبل استملاك هذه الأراضي. وأول منطقة سكنت في المدينة كانت حيَّ البستان. وقد كانت تمتاز بيوت المعضمية القديمة بالطراز الريفي المصنوع من اللبن والحجر وفيه الفسحات السماوية.
كانت مدينة معضمية الشام من أكبر قرى غوطة دمشق مساحة، لكن حينما بدأت قرارات الاستملاك تَتابع خسر أهل المدينة ما يقارب من 85% من مساحاتها بتعويضات تقارب 10 ليرات سورية للمتر (0.2 دولار أمريكي).
شهدت المعضمية ثلاثة مخططات تنظيمية متزامنة مع ثلاثة موجات عمرانية، حدثت في أعوام 1967 و 1981 و 2001، وما زالت عملية الانتقال إلى البناء الطابقي مستمرة.

## الجغرافيا

### الموقع
جغرافيّا تبعد معضمية الشام عن مركز مدينة دمشق حوالي 13 كم وتقع بجانب المزة (طرف العاصمة السورية) ومن شمالها تحدها الصبورة ومن الشمال الغربي قطنا ومن الغرب عرطوز حيث أن معضمية الشام تقع غرب مدينة دمشق آخر أستراد المزة من الطرف الغربي.
تقع المدينة على سهل خصب واسع بين جبال دمر وامتدادها الغربي ومدينتي داريا وجديدة عرطوز، ويبلغ امتدادها 44.5 كيلومتراً. حيث تقع معضمية الشام على سفح جبل اسمه "جبل غرابة"، الذي كانت تقع عليه مدينة غرابة، وربما هي أصل مدينة المعضمية، إذ دمّر الزلزال الكبير هذه المدينة في أوائل القرن العشرين، ونزح من بقيَ حيًّا من غرابة إلى أسفل السفح وأشادوا المعضمية الحالية التي أخذت في النمو والتطور حتى وصلت إلى ما هي عليه اليوم من عدد السكان الامتداد البناء والعمران.
ترتفع معضمية الشام نحو 750م عن مستوى سطح البحر، وتُعد المدينة قمة جبل عنتر الواقع في شمالها، بارتفاع 1200 م، وعموماً تمتد المساحة العمرانية للمدينة على مسافة 44.5 كيلومتراً.

### المنطقة الإدارية
معضمية الشام الآن مدينة، وهي مركز ناحية حالياً، ولديها مجلس مدينة يرأسه رئيس البلدية، ويُنتخب رئيس مجلس المدينة مرة كل أربع سنوات مع مجلس من أهالي المدينة، ويدير شؤونها حلال مدة دورته الانتخابية. المدينة هي من أقرب المدن إلى العاصمة السورية دمشق، وقد أصدرَ قرار بفصلها عن مدينة داريا.

## السكان
تُعتبر مدينة المعضمية متوسطة الحجم، إذ يبلغ عدد سكانها حوالي 70,000، منهم من سكانها الأصليين 30,000 نسمة، ويقطنها من الوافدين بحدود 40,000 نسمة من أغلب المحافظات السورية. ورغم هذا الخليط المتنوع، فقد حافظت المدينة على ثقافتها وعاداتها. تشهد المدينة عموماً إقبالاً سكانيًّا كبيراً بسبب قربها من دمشق، وهو ما يَجعل العديدين يَختارون السكن فيها للصعوبة العثور على مسكن في دمشق نفسها.

## المرافق والمعالم
تمتاز المعضمية بكثرة مساجدها القديمة منها والحديثة، ويبلغ عدد المساجد فيها 14 مسجداً، وفيها أيضاً ثانويتان شرعيتان للبنين والبنات، وما يزيد عن 20 مدرسة لمختلفة المراحل التعليمية، وفيها مجلس مدينة ومركز هاتف بسعة 26,000 خط. كما أن المدينة تضمُّ مركز بريد ووحدة مياه ووحدة إرشادية ومؤسسة كهرباء وسجل مدني ومركز شرطة ومستوصف حكومي ونادي رياضي.
استبدلت شبكة المياه القديمة في معضمية الشام بشبكة جديدة، بعد رفد المدينة بـ50 إنش من المياه من جبل الشيخ وقرية الريمة، و 50 إنشاً أخرى من جبال المعضمية. كما يجري استبدال شبكة الكهرباء من هوائية إلى شبكة أرضية، وفيها أيضاً مدرسة كروية تابعة للنادي الرياضي وستة ملاعب عشبية حديثة.
أهم شوارع مدينة المعضمية هي:
- شارع الروضة (الذي يعتبر الشارع والأطول والأكثر كثافة سكانياً في المدينة).
- شارع الزيتونة (الذي يعتبر السوق التجاري والشارع العام، أي الشارع الرئيسي).
- أوتستراد الأربعين.
- الكورنيش الجنوبي.
- شارع الشياح الزراعي.
- طريق داريا.
- طريق صحنايا.
- أوتستراد السلام الدولي (قيد الإنشاء).